# Pegno
Nel diritto civile di molti paesi, il pegno è un diritto reale di garanzia su un bene altrui, costituito per fungere da garanzia di un credito. Nell'ordinamento italiano è regolato dagli articoli 2784 e seguenti del Codice civile.

## Costituzione del pegno in Italia
Il pegno si costituisce per contratto e può avere ad oggetto beni mobili o crediti. Diverso dalla costituzione è il profilo della prelazione, e cioè della possibilità - per il creditore che abbia ricevuto la cosa in pegno - di farsi pagare con preferenza rispetto agli altri creditori del debitore. Quando il credito garantito ecceda la somma di euro 2,58, affinché operi la prelazione, è necessario che il pegno risulti da atto scritto avente data certa, contenente una sufficiente descrizione della cosa data in pegno (art. 2787, comma 3 c.c.).
Quando si tratta di pegno di cose mobili, è un contratto reale (e alla consegna della cosa è equiparata la consegna del documento che ne conferisce l'esclusiva disponibilità). La consegna della cosa data in pegno comporta per il proprietario la rinuncia temporanea al possesso del bene, mantenendone però la proprietà, per tutto il periodo del pegno. Questo assolve la funzione di porre i terzi nella condizione di rendersi conto che si tratta di cosa della quale il proprietario non ha la piena disponibilità.
In rapporto alla custodia della cosa il creditore occupa posizione corrispondente a quella di un depositario (art. 2790 del Codice civile): non può usarla (salvo che l'uso sia necessario alla sua conservazione). La nota di pegno o warrant è un documento che serve a costituire in pegno le merci in esso descritte, onde ottenere dalle banche accrediti o anticipazioni sul valore delle merci depositate presso i Magazzini Generali o altri enti analoghi.
Quando si tratta di pegno di crediti, è un contratto che si perfeziona solo con la notificazione del pegno al debitore del credito dato in pegno oppure con l'accettazione da parte di questo con scrittura avente data certa.
Il pegno di titoli di credito è pegno del titolo quale cosa mobile, non del diritto menzionato sul titolo. Lo si costituisce con la consegna del titolo.
Il pegno di diritti diversi dai crediti si costituisce nelle forme richieste per il loro trasferimento (ad esempio, per il pegno di quote di società a responsabilità limitata, con l'annotazione nel libro dei soci).

### Caratteri del contratto di pegno
Il contratto di pegno ha natura accessoria al credito garantito. Se questo è invalido, il contratto di pegno risulta privo di causa. 
Il debitore del credito dato in pegno può opporre al creditore pignoratizio tutte le eccezioni che potrebbe opporre al suo creditore, salvo che non abbia accettato senza riserve la costituzione del pegno (art. 2805 del Codice civile).
Il pegno può essere costituito anche per garantire un credito futuro, purché sia presente il rapporto giuridico dal quale potrà nascere il credito. Il credito omnibus è inammissibile (art. 2787, 3° comma del Codice civile: la scrittura di pegno deve contenere sufficiente indicazione della cosa e del credito).

### Vicende del pegno
Se il debitore paga il credito garantito, il creditore dovrà restituirgli la cosa data in pegno (art. 2794). Se non paga, il creditore, dopo avergli intimato di pagare, può far vendere la cosa da un mediatore a ciò autorizzato o chiedere al giudice che essa gli venga assegnata in proprietà. Nel primo caso, l'eventuale eccedenza del prezzo ricavato rispetto all'importo del credito andrà al debitore (o al terzo datore di pegno) oppure agli altri suoi creditori, se ve ne sono. Nel secondo caso, occorrerà una stima del valore del bene, la quale accerti che esso non ha valore superiore all'importo del credito.
Nel pegno di crediti (cd. pignus nominis: è una garanzia frequentemente richiesta dalle banche che finanziano imprese contro pegno dei loro crediti verso i clienti), il creditore pignoratizio è tenuto, alla scadenza, a riscuotere il credito: tratterà quanto a lui dovuto e verserà l'eventuale eccedenza al debitore (art. 2803). Il pegno di crediti implica, perciò, l'attribuzione al creditore pignoratizio di una facoltà corrispondente ad un mandato a riscuotere il credito del proprio debitore.
In linea di principio, il pegno è indivisibile: garantisce il credito finché questo non è pagato integralmente, anche se il credito o la cosa data in pegno è divisibile (art. 2799). Per l'anticipazione bancaria il principio è derogato dall'art. 1849, e si ritiene che anche fuori da questa ipotesi si possa pattuire la divisibilità del pegno (con l'obbligazione del creditore pignoratizio di effettuare restituzioni parziali del pegno dopo il versamento da parte del debitore di rate del debito).
Si parla di "pegno irregolare" (cauzione) quando la cosa data in pegno è una somma di denaro o altre quantità di cose fungibili non individuate o delle quali è stata conferita al creditore la facoltà di disporre. La figura è regolata dall'art. 1851 del Codice civile per l'anticipazione bancaria, ma è incontroversa la sua generale utilizzabilità. Le cose date in pegno passano in proprietà al creditore, che dovrà restituirle al momento dell'adempimento. In caso di inadempimento dovrà restituire la parte di esse che ecceda l'ammontare dei crediti garantiti.

La causa del trasferimento della proprietà è qui una (tipica) causa di garanzia, ossia la causa propria del pegno.

### Pegno rotativo
La fattispecie del pegno rotativo ha larga (se non esclusiva) diffusione nella prassi bancaria dell'ultimo decennio; il modello contrattuale è quello del pegno su titoli e su strumenti finanziari. L'autore che per primo ha elaborato, costruito concettualmente e teoricamente tale figura è Enrico Gabrielli (Il pegno "anomalo", Padova, 1990; ID., Sulle garanzie rotative, Napoli, 1998; ID., Il pegno, in Trattato di diritto civile dir. da R. Sacco, Torino, 2005; ID., "Rotatività della garanzia", in Digesto, Aggiornamento, Torino, 2011, Studi sulle garanzie reali, Torino, 2015).
Il cosiddetto "pegno rotativo" è quel contratto costitutivo di garanzia reale con cui un soggetto, al fine di ottenere un'anticipazione bancaria o di costituirsi una garanzia per i propri debiti presenti ovvero anche futuri, offre come oggetto di pegno una somma di denaro (non di rado depositata su un libretto di risparmio oppure merci o titoli individuati) o in ogni caso individuabili anche per relationem affinché, una volta scaduto il titolo, la banca con il ricavato dello strumento finanziario possa acquistare altri e nuovi titoli o strumenti finanziaria da sottoporre all'originario vincolo di garanzia reale.
Il concetto di garanzia rotativa (e di “rotatività della garanzia”) vuol indicare quella forma di garanzia reale che consenta la sostituibilità o mutabilità nel tempo del suo oggetto senza comportare, ad ogni mutamento, la rinnovazione del compimento delle modalità richieste per la costituzione del vincolo o per il sorgere del diritto di prelazione, ovvero senza che tale mutamento dia luogo alle condizioni di revocabilità, ordinaria o fallimentare, dell'operazione economica in tal modo posta in essere (così la figura è definita da quella autorevole dottrina che l'ha costruita scientificamente Enrico Gabrielli. La caratteristica del pegno rotativo consiste nella clausola di rotatività con la quale le parti convengono sulla possibilità di sostituire il bene originariamente costituito in garanzia, senza che tale sostituzione comporti novazione del rapporto di garanzia, e sempre che il bene offerto in sostituzione abbia identico valore.
La giurisprudenza è oramai consolidata nel riconoscere validità ed efficacia al pegno rotativo.
- La tesi negativa parte dalla questione se il vincolo di pegno originario possa trasferirsi su un diverso oggetto e se occorra ripetere le formalità di costituzione del pegno (ad es. su titoli che scadono).

Le norme bancarie uniformi prevedono il trasferimento del pegno originario sui nuovi titoli: la banca può riscuotere ad esempio i Buoni Ordinari del Tesoro che scadono nel corso dell'apertura di credito e reimpiegare gli importi riscossi per l'acquisto di nuovi B.O.T. di durata uguale a quelli scaduti, che vanno a sostituire l'oggetto del pegno (essendo fungibili perché non individuati).
Diversa è la situazione nel pegno regolare, dove il formalismo comporta -a tutela dei creditori concorrenti del garantito- necessariamente un'ulteriore scrittura costitutiva di garanzia, ponendo il dubbio se, ai fini della azione revocatoria fallimentare, il pegno sui nuovi titoli sia un pegno nuovo.
- La tesi positiva risale a una sentenza della Corte di cassazione del 1998, che muove dalla considerazione che la cosa data in pegno ha un suo valore, sicché è valido il patto di rotatività a condizione che il negozio costitutivo di garanzia abbia data certa

- contenga l'indicazione della cosa data in pegno;
- il valore del bene sostituito nel pegno abbia identico valore di quello originario.
- In giurisprudenza, la tesi positiva è stata seguita dai giudici di merito, con riferimento al patto di rotatività tra cambiali scadute e cambiali rinnovate. Il ragionamento seguito fa leva sull'esistenza, nel nostro ordinamento, di altre forme di sostituzione della cosa come oggetto di pegno.

Il meccanismo di cui all'art. 2742 del Codice civile consente la surrogazione di un'indennità alla cosa oggetto di pegno (deteriorata o perita durante il vigore della garanzia). C'è poi l'art. 2803 del Codice civile che prevede il trasferimento della garanzia dal titolo al ricavato (quando il titolo è scaduto). È lo stesso contesto normativo che offre quindi altri spunti a favore della tesi positiva: il pegno rotativo è quindi ritenuto valido, e comporta l'efficacia della sostituzione nel tempo dell'oggetto della garanzia, senza che ciò implichi la rinnovazione delle formalità di costituzione. L'orientamento della giurisprudenza della Corte di Cassazione dalla sentenza del 1998 in poi è stato costante nel senso di ammettere sia la validità, sia l'efficacia e l'opponibilità anche al fallimento del pegno rotativo.
Il pegno rotativo o fluttuante trova oggi espresso riconoscimento legislativo nell'art. 34, comma 2, del Decreto legislativo n. 213/1998, laddove è consentita l'accensione di specifici conti destinati alla costituzione di vincoli sugli strumenti finanziari (tali sono, a norma dell'art. 1 del Decreto legislativo n. 213/1998, anche i titoli pubblici), disposizione che supera tutte le perplessità dottrinali sulla possibilità di costituire pegni irregolari, anche con patto di rotatività, sui titoli dematerializzati.
In materia di contratti di garanzia finanziaria, definiti come "il contratto di pegno o il contratto di cessione del credito o di trasferimento della proprietà di attività finanziarie con funzione di garanzia, ivi compreso il contratto di pronti contro termine, e qualsiasi altro contratto di garanzia reale avente ad oggetto attività finanziarie e volto a garantire l'adempimento di obbligazioni finanziarie..." (art. 1 lett. d)) un'ulteriore conferma viene dal Decreto Legislativo 170/2004, il quale ha recepito la Direttiva Comunitaria 2002/47.
Tale decreto, pur ponendo specifici limiti soggettivi ed oggettivi alla propria applicazione, consente esplicitamente l'utilizzo, nei contratti di garanzia finanziaria della cosiddetta "clausola di sostituzione", definita come "la clausola del contratto di garanzia finanziaria che prevede la possibilità di sostituire in tutto o in parte l'oggetto [della garanzia] nei limiti dei valore dei originariamente costituiti in garanzia" (art. 1 lett. g)). Entro tali limiti è espressamente derogato ogni effetto novatorio della sostituzione, allo stesso modo delle disposizioni in materia di revocatoria fallimentare ex artt. 66 e 67 della legge fallimentare.

### Pegno non possessorio
Con il Decreto Legge 3 maggio 2016 n. 59, allo scopo di agevolare il credito alle imprese riducendo tempi e formalità relative all'erogazione e al recupero del credito, è stato introdotto il "pegno mobiliare non possessorio", ovvero senza il possesso del pegno da parte dell'erogante il credito.
Gli imprenditori iscritti nel Registro delle imprese possono costituire un pegno mobiliare non possessorio a garanzia dei crediti loro concessi. Salvo diverso accordo tra le parti, il costituente pegno non viene spossessato del bene e può continuare a disporne per l'attività d'impresa. Il pegno non possessorio può avere ad oggetto qualsiasi bene mobile destinato all’esercizio dell’attività. Sono esclusi i beni mobili registrati che rimangono soggetti al regime dell’ipoteca. Il giorno 15 Giugno 2023 è nato in seno all'Agenzia delle Entrate il "Registro dei pegni mobiliari non possessori", al quale è possibile presentare le domande di pegno in via esclusivamente telematica, tramite l'area riservata del sito dell'ageniza stessa.

## Storia
(Brano tratto dal I capitolo del testo di Giuseppe Carozzi, Del diritto di pegno, Milano 1820)
Il pignus era un contratto reale, perfezionabile con la consegna materiale della cosa, che trasferiva solo il possesso di essa e non la disponibilità; proprietario (dominus) ne restava il debitore, che poteva alienarla ad altri. Il pegno poteva costituirsi, oltre che con la normale traditio rei, anche con stipulatio o con pactum; in quest'ultimo caso, mancando la traditio rei, il pignus fu detto conventum (cioè convenzionale) e finì col confondersi con l'ipoteca. Oggetto del pegno potevano essere tutte le cose suscettibili di essere comprate e vendute (res mancipi): ma i cosiddetti iura praediorum urbanorum non erano né pignorabili né ipotecabili, mentre lo erano il vectigal e la superficies, nonché le servitù rustiche.
Il creditore pignoratizio aveva lo ius possidendi, cioè il diritto di possedere; ma tale possesso non dava titolo per l'usucapione né per l'uso della cosa. Anzi, se distraeva la cosa pignorata, era perseguibile con l'actio furti. Il creditore aveva anche lo ius distrahendi, cioè il potere di vendere la cosa e soddisfarsi sul ricavato, previo avviso al debitore (denunciatio).
Il debitore non poteva pregiudicare la posizione del creditore né vendendo la cosa, né donandola, né facendone legato, né fedecommesso. Inoltre, gli era concessa un'azione (actio pigneraticia directa) per ottenere la restituzione del pegno, una volta adempiuta l'obbligazione principale. Oltre che per estinzione dell'obbligazione, il pegno si estingueva per il perimento della cosa, per confusione, per rinuncia del creditore, per usucapione della cosa da parte di chi (in buona fede) ignorava l'esistenza della garanzia, o con l'esercizio dello ius distrahendi. Fino al tempo di Costantino, che lo vietò, nel contratto di pegno si inseriva la cosiddetta lex commissoria: il venditore-debitore trasferiva solo il possesso della cosa mentre il trasferimento della proprietà era sospensivamente condizionato al pagamento del prezzo; alla scadenza dell'obbligazione, se questa rimaneva inadempiuta, il creditore-acquirente diventava automaticamente proprietario del bene.